# Poreč Trophy 2017
La 18e édition du Poreč Trophy a eu lieu le 4 mars 2017. Elle fait partie du calendrier UCI Europe Tour 2017 en catégorie 1.2. La course a été remportée par le Slovène Matej Mugerli (Amplatz-BMC).

## Présentation

### Équipes
| Équipes continentales (22)- Amplatz-BMC - Meridiana Kamen - JLT Condor - Torku Şekerspor - Elkov-Author - Development Team Sunweb - Synergy Baku Project - Vorarlberg - Adria Mobil - Rog-Ljubljana - VéloCONCEPT - Giant-Castelli - Bridgestone Anchor - Tirol - Rad-net Rose - Hurom - Felbermayr Simplon Wels - WSA-Greenlife - CK Příbram Fany Gastro - Heizomat - Staki-Technorama - Minsk Cycling Club |
| |

## Classements

### Classement final
La course a été remportée par le Slovène Matej Mugerli (Amplatz-BMC).
| \| Classement général \| Classement général \| Classement général \| Classement général \| Classement général \| \| Coureur \| Coureur \| Pays \| Équipe \| Temps \| \| ------------------ \| ------------------ \| ------------------ \| ---------------------------- \| ------------------ \| \| 1er \| Matej Mugerli \| Slovénie \| Amplatz-BMC \| 3 h 27 min 45 s \| \| 2e \| Russell Downing \| Royaume-Uni \| JLT Condor \| + 0 s \| \| 3e \| Ian Bibby \| Royaume-Uni \| JLT Condor \| + 0 s \| \| 4e \| Davide Mucelli \| Italie \| Meridiana Kamen \| + 0 s \| \| 5e \| Alex Frame \| Nouvelle-Zélande \| JLT Condor \| + 0 s \| \| 6e \| Ivan Balykin \| Russie \| Torku Şekerspor \| + 0 s \| \| 7e \| Jiří Polnický \| Tchéquie \| Elkov-Author \| + 0 s \| \| 8e \| Nils Eekhoff \| Pays-Bas \| Development Team Sunweb \| + 0 s \| \| 9e \| Josip Rumac \| Croatie \| Synergy Baku Cycling Project \| + 0 s \| \| 10e \| Gian Friesecke \| Suisse \| Team Vorarlberg \| + 0 s \| |                 |                  |                              |                 |
| |                 |                  |                              |                 |
| Sources : ProCyclingStats Cycling Quotient Cycling Archives |                 |                  |                              |                 |
| Classement général |                 |                  |                              |                 |
| Coureur | Coureur         | Pays             | Équipe                       | Temps           |
| 1er | Matej Mugerli   | Slovénie         | Amplatz-BMC                  | 3 h 27 min 45 s |
| 2e | Russell Downing | Royaume-Uni      | JLT Condor                   | + 0 s           |
| 3e | Ian Bibby       | Royaume-Uni      | JLT Condor                   | + 0 s           |
| 4e | Davide Mucelli  | Italie           | Meridiana Kamen              | + 0 s           |
| 5e | Alex Frame      | Nouvelle-Zélande | JLT Condor                   | + 0 s           |
| 6e | Ivan Balykin    | Russie           | Torku Şekerspor              | + 0 s           |
| 7e | Jiří Polnický   | Tchéquie         | Elkov-Author                 | + 0 s           |
| 8e | Nils Eekhoff    | Pays-Bas         | Development Team Sunweb      | + 0 s           |
| 9e | Josip Rumac     | Croatie          | Synergy Baku Cycling Project | + 0 s           |
| 10e | Gian Friesecke  | Suisse           | Team Vorarlberg              | + 0 s           |